# Parapotamon dayanum
Parapotamon dayanum är en kräftdjursart. Parapotamon dayanum ingår i släktet Parapotamon och familjen Potamidae. Inga underarter finns listade i Catalogue of Life.